# Nombre extravagant
Un nombre extravagant est un entier naturel qui a moins de chiffres que dans sa factorisation en nombres premiers (exposants différents de 1 compris). Par exemple, en base 10 :
4 = 2², 6 = 2×3, 8 = 2³, et 9 = 3² sont des nombres extravagants.
Les nombres extravagants peuvent être définis dans n'importe quelle base. Il y a une infinité de nombres extravagants, quelle que soit la base retenue.

### Référence
- (en) Cet article est partiellement ou en totalité issu de l’article de Wikipédia en anglais intitulé « extravagant number » (voir la liste des auteurs).